# Вигалфо (Павија)
Вигалфо је насеље у Италији у округу Павија, региону Ломбардија.
Према процени из 2011. у насељу је живело 523 становника. Насеље се налази на надморској висини од 76 м.